# گچی‌بال‌ها
گچی‌بال‌ها (نام علمی: Cimoliopterus) نام یک سرده از بالداربی‌دندان‌واران است.